# 默塞
默塞（法語：Mecé，法語發音：[məse]）是法国伊勒-维莱讷省的一个市镇，属于富热尔-维特雷区。

## 地理
默塞（48°14'14"N, 1°18'9"W）面积15.63 平方千米，位于法国布列塔尼大區伊勒-维莱讷省，该省份为法国西北部沿海省份，位于布列塔尼半岛东部，北濒大西洋，西接阿摩尔滨海省和莫尔比昂省，南至大西洋卢瓦尔省，西南端接曼恩-卢瓦尔省，东临马耶讷省，东北与芒什省接壤。
与默塞接壤的市镇（或旧市镇、城区）包括：孔布尔蒂耶、尚容河畔利夫雷、蒙特勒伊德朗德、圣克里斯托夫-德布瓦、瓦勒迪泽、里沃迪库埃农。

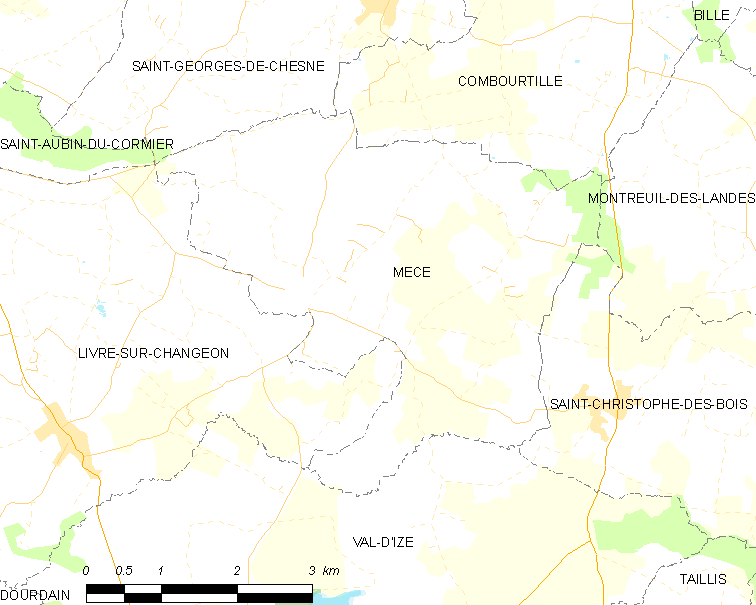
默塞的OSM定位图

默塞的时区为UTC+01:00、UTC+02:00（夏令时）。

## 行政
默塞的邮政编码为35450，INSEE市镇编码为35170。

## 政治
默塞所属的省级选区为维特雷县。

## 人口

1962-2008年间默塞人口变化图示

默塞于2022年1月1日时的人口数量为613人。